# محوطه پشتی ۱
محوطه پشتی ۱ مربوط به هزاره ۴ و ۳ ه.ق است و در شهرستان کنارک، بخش زرآباد، دهستان غربی، ۳۲۰۰ متری شمال درک واقع شده و این اثر در تاریخ ۲۶ اسفند ۱۳۸۷ با شمارهٔ ثبت ۲۵۹۰۲ به‌عنوان یکی از آثار ملی ایران به ثبت رسیده است.